# Sven Pyk
Sven Christian Pyk, född 13 mars 1901 i Stockholm, död 13 november 1955 i Stockholm, var en svensk kemiingenjör.
Sven Pyk var son till grosshandlare Christian Pyk och Rosa Ruben samt bror till Margit Pyk. Efter studentexamen i Stockholm 1920 studerade Pyk vid Kungliga Tekniska högskolans avdelning för kemiteknik 1921–1925. Han anställdes vid Elektrovärmeinstitutet i Stockholm 1929, sedermera hos Axel Johnson & Co:s oljeraffinaderi i Nynäshamn. Sven Pyk är begravd på Norra begravningsplatsen utanför Stockholm.